# De vierde kracht
De vierde kracht is een sciencefictionstripreeks bedacht en getekend door Juan Giménez. De reeks bestaat uit vier delen, waarvan het eerste deel in 1989 verscheen in het Frans. Publicatie op de Nederlandstalig markt vond plaats in 1997 bij uitgeverij Talent in de collectie 500. Na een pauze van meerdere jaren verschenen de vervolgdelen bij uitgeverij Medusa.

## Achtergrond
In het universum van de vierde kracht heeft de mens zich over het heelal verspreid. Er bestaat een gemenebest van planeten waarin de Aarde een grote rol speelt. Overal waar de mens vast voet aan de grond heeft gekregen probeert het een dominante rol te spelen.
Op de planeet Nibulae Alfa, waar het eerste deel van de reeks zich afspeelt, heerst al 162 jaar een sluimerend conflict tussen de Krommiums en de Aardlingen. Het Krommiumras lijkt op de mens, maar er zijn verschillen. Een deel van de Nibulae Alfa is verwoest door de invasie van de mens en bestaat nu uit een enorme woestijn. De Aardlingen die als laatsten de planeet hebben gekoloniseerd maken nog steeds deel uit van een interplanetair stelsel. Een oorlog staat op het punt om uit te breken. 
Een select groepje Krommiums machthebbers ontwikkelt een nieuw wapen. Voor dit wapen QB4 zijn de breinen gebruikt van vier vrouwen die de gave hebben dingen in de directe toekomst aan te voelen en daarop te kunnen anticiperen. De avonturen van dit wezen vormt de rode draad in deze reeks.

## Albums
| Nummer | Titel              | 1e druk | Uitgeverij        |
| ------ | ------------------ | ------- | ----------------- |
| 1      | De 4de macht       | 1997    | Talent            |
| 2      | Moord op Antiplona | 2011    | Uitgeverij Medusa |
| 3      | De groene hel      | 2013    | Medusa            |
| 4      | Het eiland D-7     | 2016    | Medusa            |